# Chrysolina kuesteri
Chrysolina kuesteri é uma espécie de artrópode pertencente à família Chrysomelidae.